# 亚铬酸盐
亚铬酸盐是“亚铬酸”（HCrO2）形成的盐，其中铬为+3价。它可由氧化物为原料合成得到：
Na2O + Cr2O3 → 2 NaCrO2
CaO + Cr2O3 → Ca(CrO2)2
反应所需的碱金属氧化物也可通过叠氮化物和硝酸盐的反应原位生成：
5 KN3 + KNO3 + 3 Cr2O3 → 6 KCrO2 + 8 N2
两性的氢氧化铬溶解在强碱中，可以得到四羟基合铬(III)酸盐（Cr(OH)−
4）。